# Estación Hipatia
Hipatia era una estación de ferrocarril ubicada en la localidad homónima, Departamento Las Colonias, provincia de Santa Fe, Argentina.
La estación fue habilitada en 1891 por el Ferrocarril Provincial de Santa Fe, fue una de las estaciones intermedias del Ramal F10 del Ferrocarril General Belgrano.
Es un caso típico de deterioro progresivo y lento, poco a poco ha ido perdiendo su identidad. Clausurada en 1961, a pesar de su ubicación rural, dos caminos cortaron el cuadro de estación. El andén estaba enterrado en el terreno deformado y cada tanto afloraba algún tramo de su borde de ladrillos.
La estación Hipatía se encuentra en los suburbios de un caserío de no más de 4 manzanas, que a la vez es como un suburbio del pueblo Progreso, ubicado a 4 km. Progreso fue servido 20 años después de la llegada del FFCC Santa Fe a Las Colonias por el Ramal A del FFCC Central Norte Argentino, el que fue levantado en 1993. Esta estación Hipatía del FFCC Santa Fe a Las Colonias también llegó a llamarse "Progreso" durante algún tiempo.
El edificio de la estación Hipatía sufrió la mutilación, al parecer artificial, de la galería, pero se halla curiosamente completo en todos sus otros detalles constructivos y decorativos, pese a la evidente falta de mantenimiento que también padecía. Su edificio fue construido con plano reflejado, es decir con su disposición totalmente invertida con respecto a las demás, siendo el único de trocha angosta que se conoce con el acceso en el frontón y lateral libre con ventana a la izquierda (mirando desde el andén) y paredón a la derecha.